# 朝天舞晴多
朝天舞 晴多（あさてんまい せいた、1981年5月23日 - ）は、宮城県石巻市出身で高砂部屋（入門時は若松部屋）所属の現役大相撲力士。身長170.9cm、体重116.0kg。本名は花田 晴多（はなだ せいた）。最高位は西幕下8枚目（2013年9月場所）。石巻西高出身。

## 来歴
高校を卒業して当時の若松部屋に入門し、2000年3月場所に初土俵を迎える。部屋の公式ホームページによると、宮城県石巻市ではただ一人の出身力士。
朝青龍の「朝」と貴乃花の本名「花田」が入っていることから、四股名はすでに横綱級と言われた。入門3年目から約9年間、元横綱・朝青龍の付け人を務めた分自分の稽古時間が減った影響で幕下昇進に7年を所要するなど出世は遅い方であった。四股名を朝花田から朝道龍に変えた2007年1月場所に幕下昇進を射止めてこれからというところであったが同年11月場所に東幕下54枚目で全敗を喫し、それから一進一退が続いたため2009年3月場所から朝縄に改名する。その後も幕下には戻れず、今度は2011年3月場所から朝天舞に四股名を変え、同年5月技量審査場所で3年半ぶりに幕下へ返り咲く。それ以降現在に至るまで幕下に定着し続けている上に2013年9月場所には関取昇進が近い西幕下8枚目まで昇進している。2014年3月場所は網膜剥離により初土俵以来初めてとなる休場。
力士としては一本背負いやかつての部屋の横綱・朝青龍に通じるような闘志剥き出しの土俵態度などで話題を集める存在である。2017年11月の記事では、九州場所が開催されるたびに高砂部屋の力士と接する福岡市唐人町の飲食店店主一家が「（部屋で）一番ガッツがあるのはハナちゃん（朝天舞）」と語っている。

## 主な成績
2025年7月場所終了現在
- 通算成績：516勝516敗18休（151場所）

### 場所別成績
| | 一月場所 初場所（東京） | 三月場所 春場所（大阪） | 五月場所 夏場所（東京） | 七月場所 名古屋場所（愛知） | 九月場所 秋場所（東京） | 十一月場所 九州場所（福岡） |
| --- | ----------------------- | ----------------------- | ----------------------- | --------------------------- | ----------------------- | --------------------------- |
| 2000年 （平成12年） | x                       | （前相撲）              | 東序ノ口22枚目 3–4      | 東序ノ口24枚目 5–2          | 西序二段116枚目 2–5     | 東序ノ口8枚目 5–2           |
| 2001年 （平成13年） | 西序二段93枚目 3–4      | 西序二段109枚目 4–3     | 東序二段84枚目 4–3      | 西序二段56枚目 5–2          | 西序二段16枚目 4–3      | 東三段目96枚目 3–4          |
| 2002年 （平成14年） | 西序二段13枚目 3–4      | 東序二段36枚目 3–4      | 東序二段54枚目 6–1      | 東三段目87枚目 2–5          | 西序二段18枚目 5–2      | 東三段目79枚目 3–4          |
| 2003年 （平成15年） | 東三段目97枚目 4–3      | 西三段目80枚目 2–5      | 東序二段8枚目 4–3       | 西三段目90枚目 5–2          | 西三段目57枚目 5–2      | 西三段目26枚目 2–5          |
| 2004年 （平成16年） | 西三段目12枚目 2–5      | 西三段目37枚目 3–4      | 西三段目51枚目 3–4      | 西三段目65枚目 1–6          | 東序二段4枚目 2–5       | 西序二段35枚目 5–2          |
| 2005年 （平成17年） | 西三段目71枚目 5–2      | 東三段目45枚目 3–4      | 西三段目63枚目 5–2      | 東三段目37枚目 4–3          | 西三段目22枚目 2–5      | 西三段目48枚目 4–3          |
| 2006年 （平成18年） | 西三段目34枚目 3–4      | 西三段目49枚目 5–2      | 西三段目22枚目 3–4      | 西三段目36枚目 1–6          | 西三段目72枚目 3–4      | 西三段目83枚目 6–1          |
| 2007年 （平成19年） | 西三段目25枚目 5–2      | 東幕下60枚目 3–4        | 東三段目18枚目 3–4      | 西三段目29枚目 5–2          | 東三段目5枚目 4–3       | 西幕下54枚目 0–7            |
| 2008年 （平成20年） | 西三段目29枚目 3–4      | 西三段目39枚目 3–4      | 東三段目53枚目 3–4      | 西三段目69枚目 5–2          | 西三段目38枚目 5–2      | 西三段目8枚目 2–5           |
| 2009年 （平成21年） | 東三段目35枚目 4–3      | 西三段目19枚目 4–3      | 西三段目8枚目 3–4       | 東三段目24枚目 2–5          | 東三段目53枚目 4–3      | 西三段目34枚目 2–5          |
| 2010年 （平成22年） | 東三段目61枚目 4–3      | 西三段目44枚目 4–3      | 西三段目29枚目 5–2      | 西三段目4枚目 2–5           | 東三段目29枚目 5–2      | 西三段目5枚目 3–4           |
| 2011年 （平成23年） | 東三段目20枚目 5–2      | 八百長問題 により中止   | 西幕下57枚目 4–3        | 東幕下36枚目 2–5            | 西幕下53枚目 4–3        | 東幕下47枚目 3–4            |
| 2012年 （平成24年） | 東幕下57枚目 3–4        | 東三段目13枚目 4–3      | 西三段目3枚目 5–2       | 東幕下41枚目 6–1            | 東幕下18枚目 3–4        | 東幕下25枚目 4–3            |
| 2013年 （平成25年） | 西幕下20枚目 2–5        | 東幕下35枚目 4–3        | 東幕下25枚目 4–3        | 西幕下18枚目 6–1            | 西幕下8枚目 2–5         | 西幕下20枚目 3–4            |
| 2014年 （平成26年） | 西幕下26枚目 2–5        | 西幕下40枚目 休場 0–0–7 | 西三段目21枚目 5–2      | 西幕下56枚目 3–4            | 東三段目7枚目 4–3       | 西幕下57枚目 4–3            |
| 2015年 （平成27年） | 西幕下51枚目 4–3        | 西幕下41枚目 3–4        | 西幕下53枚目 3–4        | 西三段目4枚目 4–3           | 西幕下53枚目 3–4        | 西三段目2枚目 3–4           |
| 2016年 （平成28年） | 西三段目14枚目 4–3      | 東三段目4枚目 3–4       | 西三段目18枚目 3–4      | 西三段目30枚目 6–1          | 東幕下48枚目 2–1–4      | 東三段目10枚目 休場 0–0–7   |
| 2017年 （平成29年） | 西三段目70枚目 5–2      | 西三段目43枚目 4–3      | 東三段目29枚目 3–4      | 西三段目49枚目 5–2          | 東三段目21枚目 3–4      | 西三段目35枚目 5–2          |
| 2018年 （平成30年） | 東三段目9枚目 4–3       | 東幕下59枚目 0–7        | 東三段目35枚目 4–3      | 東三段目23枚目 3–4          | 西三段目39枚目 3–4      | 西三段目47枚目 6–1          |
| 2019年 （平成31年 /令和元年） | 東幕下58枚目 4–3        | 西幕下49枚目 2–5        | 西三段目3枚目 3–4       | 東三段目30枚目 7–0          | 西幕下14枚目 1–6        | 東幕下37枚目 5–2            |
| 2020年 （令和2年） | 東幕下25枚目 0–7        | 東三段目筆頭 3–4        | 感染症拡大 により中止   | 東三段目22枚目 3–4          | 東三段目31枚目 4–3      | 東三段目16枚目 2–5          |
| 2021年 （令和3年） | 西三段目42枚目 3–4      | 西三段目56枚目 1–6      | 西三段目88枚目 2–5      | 西序二段13枚目 5–2          | 西三段目79枚目 5–2      | 東三段目43枚目 3–4          |
| 2022年 （令和4年） | 東三段目56枚目 5–2      | 西三段目23枚目 4–3      | 西三段目12枚目 3–4      | 東三段目26枚目 5–2          | 西三段目4枚目 2–5       | 東三段目33枚目 1–6          |
| 2023年 （令和5年） | 東三段目66枚目 3–4      | 西三段目86枚目 5–2      | 西三段目51枚目 3–4      | 東三段目65枚目 5–2          | 東三段目38枚目 2–5      | 西三段目58枚目 3–4          |
| 2024年 （令和6年） | 東三段目71枚目 3–4      | 西三段目81枚目 4–3      | 西三段目62枚目 3–4      | 東三段目75枚目 4–3          | 東三段目55枚目 1–6      | 西序二段筆頭 6–1            |
| 2025年 （令和7年） | 東三段目33枚目 2–5      | 西三段目57枚目 1–6      | 東序二段19枚目 4–3      | 東三段目79枚目 1–6          | x                       | x                           |
| 各欄の数字は、「勝ち-負け-休場」を示す。 優勝 引退 休場 十両 幕下 三賞：敢=敢闘賞、殊=殊勲賞、技=技能賞 その他：★=金星 番付階級：幕内 - 十両 - 幕下 - 三段目 - 序二段 - 序ノ口 幕内序列：横綱 - 大関 - 関脇 - 小結 - 前頭（「#数字」は各位内の序列） |                         |                         |                         |                             |                         |                             |

## 改名歴
- 朝花田 晴多（あさはなだ せいた）2000年3月場所 - 2006年11月場所
- 朝道龍 晴多（あさどうりゅう -）2007年1月場所 - 2009年1月場所
- 朝縄 晴多（あさなわ -）2009年1月場所 - 2010年11月場所
- 朝天舞 晴多（あさてんまい -）2011年1月場所 - 2021年1月場所
- 朝天舞 精多（- せいた）2021年3月場所 - 2022年1月場所
- 朝天舞 晴多（- せいた）2022年3月場所 - 2022年5月場所
- 朝天舞 又三（- またぞう）2022年7月場所[5] -